# Ingeschreven cirkel

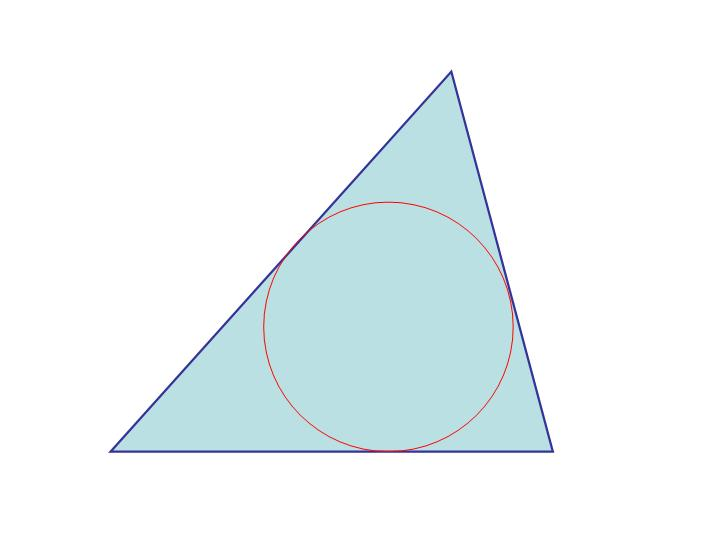
Ingeschreven cirkel

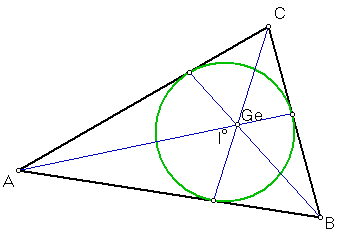
Het punt van Gergonne

In de meetkunde is een ingeschreven cirkel van een veelhoek een cirkel die alle zijden van de veelhoek raakt. Alle driehoeken, regelmatige veelhoeken en ruiten hebben een ingeschreven cirkel. Het middelpunt van de ingeschreven cirkel van een driehoek is het snijpunt van de drie bissectrices van de driehoek. Bij uitbreiding naar een veelhoek met meer dan drie hoekpunten wordt een cirkel die alle zijden van de veelhoek raakt een ingeschreven cirkel genoemd, maar niet elke veelhoek heeft een ingeschreven cirkel.
- Het middelpunt van de ingeschreven cirkel wordt meestal aangeduid met I, en heeft barycentrische coördinaten (a:b:c). Het is daarom een driehoekscentrum, en heeft kimberlingnummer X(1). Het is het hoogtepunt van de driehoek gevormd door de middelpunten van de aangeschreven cirkels, het complement van het punt van Nagel en het anticomplement van het punt van Spieker.
- De raakpunten van de ingeschreven cirkel met de zijden zijn de voetpuntsdriehoek van het middelpunt van de ingeschreven cirkel, maar vormen ook een ceva-driehoek van een punt. Dit punt wordt het punt van Gergonne genoemd.

## Straal
De straal van de ingeschreven cirkel van de driehoek ABC wordt meestal met r aangeduid. Formules voor r zijn:
- {\displaystyle \displaystyle r={\frac {\Delta }{s}}},
- {\displaystyle \displaystyle r={\frac {1}{2}}{\sqrt {\frac {(-a+b+c)(a-b+c)(a+b-c)}{a+b+c}}}},
- {\displaystyle \displaystyle r={\frac {abc}{4sR}}} en
- {\displaystyle \displaystyle r=R(\cos A+\cos B+\cos C-1)}.

Hierin zijn:
{\displaystyle R} de straal van de omgeschreven cirkel,
{\displaystyle \Delta } de oppervlakte van {\displaystyle ABC},
{\displaystyle s} de halve omtrek van {\displaystyle ABC} en
{\displaystyle a}, {\displaystyle b} en {\displaystyle c} de lengtes van de zijden van {\displaystyle ABC}.
De straal van de ingeschreven cirkel kan voor een regelmatige veelhoek worden berekend met:
- {\displaystyle r={\frac {a}{2\tan \left({\frac {\pi }{n}}\right)}}},

waarin:
{\displaystyle a} de lengte van een enkele zijde van de regelmatige veelhoek is en
{\displaystyle n} het aantal zijden van de regelmatige veelhoek.